# Golf von Bengalen
Der Golf von Bengalen (bengalisch বঙ্গোপসাগর baṅgopasāgar, malaiisch Teluk Bengal, thailändisch อ่าวเบงกอล, indonesisch Teluk Benggala; englisch Bay of Bengal; in den klassischen Shastra-Texten Kalinga Sagar; seltene deutsche Bezeichnungen sind Bengalischer Golf, Bengalischer Meerbusen, Bai von Bengalen) ist ein nordöstliches Randmeer des Indischen Ozeans mit einer Fläche von rund 2.171.000 km². Er ist 2090 km lang und bis zu 1610 km breit und hat grob gesehen die Form eines Dreiecks. Der Golf ist durchschnittlich 2600 Meter und maximal 4694 Meter tief. Er trennt die Landmasse des indischen Subkontinents von der Halbinsel Hinterindien. Das Klima ist vom Monsun geprägt. Besonderheiten der Region sind insbesondere eine Reihe von Schlammvulkanen sowie die größten Mangrovenwälder der Erde, die Sundarbans.
Der Golf von Bengalen wird im Westen von  Sri Lanka und Indien, im Norden von der namensgebenden Region Bengalen, bestehend aus dem Staat Bangladesch und dem indischen Bundesstaat Westbengalen, sowie im Osten von Myanmar, Thailand und Indonesien begrenzt. Im Süden ist er mit dem Indischen Ozean verbunden. Als ungefähre Abgrenzung des Golfes kann eine gedachte Linie zwischen der Südspitze Sri Lankas und der Nordspitze der zu Indonesien gehörenden Insel Sumatra angenommen werden.

## Inseln
Besonders an den Küsten sind zahlreiche Inselgruppen vorgelagert, ohne jedoch außerhalb der Flussmündungen wesentliche Buchten zu bilden. Deshalb gibt es an den Küsten nur wenige natürliche Häfen. Im östlichen Teil trennen die Inselgruppen der Andamanen und Nikobaren die Andamanensee als Nebenmeer des Golfs ab. Great Andaman ist das größte Eiland der Andamanen, dem östlich eine Gruppe von kleineren Inseln, der Ritchies-Archipel, vorgelagert ist. Zu den Inseln Myanmars zählen der Mergui-Archipel und Cheduba. Im Westen grenzt der Golf von Bengalen an die Hauptinsel Sri Lankas.

## Geologie
Der Golf liegt im Bereich einer höheren tektonischen Plattenaktivität. Die indische Platte, ein Teil der großen Indo-Australischen Platte, bewegt sich langsam in Richtung Nordosten und schiebt sich unter die burmesische Mikroplatte. Auswirkungen dessen sind Vulkanausbrüche und Erdbeben. Im Golf formen die Sedimentfracht von Ganges und Brahmaputra den Bengalischen Tiefseefächer.

## Häfen
Chittagong und Mongla in Bangladesh, Chennai (Madras)  und Kolkata (Kalkutta) in Indien sowie Yangon (Rangun) in Myanmar sind die größten Häfen. Weitere indische Häfen befinden sich in:
- Kakinada im Distrikt Ost Godavari
- Pondicherry
- Visakhapatnam
- Odisha (Orissa)